# Tašov
Tašov (deutsch Taschow) ist eine Gemeinde in Tschechien. Sie liegt neun Kilometer südöstlich von Ústí nad Labem bzw. nördlich von Litoměřice und gehört zum Okres Ústí nad Labem.

## Geographie
Tašov befindet sich im rechtselbischen Teil des Böhmischen Mittelgebirges in der Quellmulde des Baches Proboštovský potok. Im Osten erhebt sich die Panna (594 m), südöstlich der Babínský vrch (551 m), südlich der Špičák (608 m), südwestlich der Varhošť (639 m), im Westen der Kamenný vrch (656 m) und nordwestlich die Kukla (673 m).
Nachbarorte sind Pohoří und Horní Zálezly im Norden, Proboštov im Nordosten, Řetouň im Osten, Ovčárna, Rýdeč und Staňkovice im Südosten, Babiny I und Lbín im Süden, Čeřeniště im Südwesten, Němčí im Westen sowie Malečov im Nordwesten.

## Geschichte
Der Ort wurde 1188 erstmals urkundlich erwähnt. 1515 kauften die Brüder Hans, Wolf und Friedrich von Salhausen auf Wehlen die Güter. Bei der 1522 erfolgten Teilung des Besitzes erhielt Hans von Salhausen Malschen, Nemschen, Schwaden und Großpriesen. Ab 1580 war Friedrich d. J. von Salhausen Besitzer des Dorfes. Zu Beginn des 18. Jahrhunderts gehörte Taschow den Herren von Klebersberg. 1708 kaufte Georg Benedikt von Ogilvy die Herrschaften Taschow und Zahorzan. Zwei Jahre später erbte dessen einziger Sohn Hermann Carl von Ogilvy den Besitz.
Nach der Aufhebung der Patrimonialherrschaften bildete Taschow / Tašov ab 1850 eine politische Gemeinde in der Bezirkshauptmannschaft Leitmeritz. Taschow hatte im Jahre 1930 194 Einwohner, die größtenteils Deutsche waren. Nach dem Münchner Abkommen wurde die Gemeinde 1938 dem Deutschen Reich zugeschlagen und gehörte bis 1945 zum Landkreis Leitmeritz. 1939 hatte die Gemeinde 180 Einwohner. 1945 kam Tašov zur Tschechoslowakei zurück, die deutschen Bewohner wurden vertrieben. 1948 wurde die Gemeinde dem Okres Ústí nad Labem-okolí und 1961 dem Okres Ústí nad Labem zugeordnet. Zwischen 1980 und 1990 war Tašov nach Malečov eingemeindet.

## Ortsgliederung
Für die Gemeinde Tašov sind keine Ortsteile ausgewiesen.

## Sehenswürdigkeiten
- Kapelle am Dorfplatz
- Wallfahrtskapelle Maria Magdalena, errichtet 1705 unter Niklas von Klebersberg. Einer Legende zufolge soll 1580 an der Stelle von Friedrich von Salhausen und seinem Bruder eine erste Kapelle gestiftet worden sein. Die südöstlich des Dorfes in einem Wäldchen an der Straße nach Rýdeč gestandene Kapelle wurde im Jahre 2000 restauriert.
- Schloss Tašov, erbaut 1573–1582